# 櫻井伸一
櫻井 伸一（さくらい しんいち、1962年3月9日 - ）は、日本の高分子学者。京都工芸繊維大学教授。京都大学大学院卒。清風南海高校卒。